# Nanni Loy
Nanni Loy (eigentlich Giovanni Loy, * 23. Oktober 1925 in Cagliari; † 21. August 1995 in Rom) war ein italienischer Filmregisseur, Schauspieler und Drehbuchautor.

## Leben
Loy studierte zunächst Rechtswissenschaften, besuchte dann das Centro Sperimentale di Cinematografia und inszenierte einige Kurzfilme. 1949 begann er eine über fünf Jahre dauernde Tätigkeit als Regieassistent bei zahlreichen bedeutenden Kollegen seiner Zeit. 1955 war er als Regisseur des zweiten Stabes für Tam Tam Mayumbe aktiv, woraufhin er den Auftrag als Ko-Regisseur Gianni Puccinis für zwei Komödien erhielt. 1961, nach einer weiteren Komödie, erschien dann Un giorno da leoni, der wie auch sein Nachfolger Die vier Tage von Neapel, der 1964 auch für 2 Oscars nominiert war und den Nastro d’Argento als bester Film erhielt, Kritiker und Publikum gleichermaßen überzeugte. Von da an konnte Loy selbst seine Filme produzieren, die immer interessant blieben, wenn sich auch der große Erfolg nicht wieder einstellte. Ab den 1980er Jahren arbeitete Loy auch gelegentlich für das Fernsehen.
Seit 1964 spielte Loy gelegentliche Rollen in Filmen anderer Regisseure.

## Filmografie (Auswahl)

### Drehbuch
- 1959: Jeder Dieb braucht ein Alibi (I ladri) – Regie: Lucio Fulci

### Regie
- 1950: Pittori allo specchio (Dokumentarfilm)
- 1957: Die Freuden der Familie (Il marito) (Ko-Regie)
- 1957: Mit Melone und Glacéhandschuhen (Parola di ladro) (Ko-Regie)
- 1960: Diebe sind auch Menschen (Audace colpo dei soliti ignoti)
- 1961: Un giorno da leoni
- 1962: Die vier Tage von Neapel (Le quattro giornate di Napoli)
- 1965: Made in Italy (Made in Italy)
- 1967: Ehe in Rom (Il padre di famiglia)
- 1970: Stoßtrupp Avola – Ja, wo sind denn die Kanonen (Rosolino Paternò soldato)
- 1971: Untersuchungshaft (Detenuto in attesa di giudizio)
- 1974: Ein Champion ist keine Ware (Sistemo l'America e torno)
- 1976: Sie sprang entblößt im Kreise (Signore e signori, buonanotte)
- 1980: Café Express (Café Express)
- 1983: Picone schickt mich (Mi manda Picone)
- 1984: Verschwörung im Dunkeln (A che punto è la notte) (Fernsehfilm)
- 1989: Gesellschaftsspiele (Gioco di società) (Fernsehfilm)